# Fundacja Instytut Edukacji Ekonomicznej im. Ludwiga von Misesa
Fundacja Instytut Edukacji Ekonomicznej im. Ludwiga von Misesa – założona w 2003 roku we Wrocławiu fundacja o charakterze edukacyjno-badawczym.
Patronem fundacji jest austriacki ekonomista Ludwig von Mises, jedna z głównych postaci tzw. austriackiej szkoły ekonomii. Instytut odwołuje się w swojej działalności do tradycji klasycznego liberalizmu, ekonomii wolnorynkowej i filozofii politycznej libertarianizmu.
Fundatorem Instytutu jest ekonomista i publicysta dr hab. Mateusz Machaj. Instytut jest zarządzany przez czteroosobowy zarząd, w tym dyrektora generalnego Mateusza Benedyka i prezesa Mikołaja Pisarskiego. W 2007 roku Instytut został wpisany do rejestru Organizacji Pożytku Publicznego.
Instytut jest partnerem międzynarodowej sieci wolnorynkowych think tanków Atlas Network.

## Projekty
Instytut Misesa poza wydawaniem książek zajmuje się organizacją szeregu projektów mających na celu kształcenie „kompetentnych rzeczników przekazujących zrozumiałą wiedzę ekonomiczną oraz rzetelnie krytykującym idee, które czerpią swą siłę z błędnej wiedzy o stosunkach społeczno-gospodarczych” Do projektów tych należą:
- Szkoły Ekonomiczne[4] (dawniej: Zimowe Szkoły Ekonomiczne, Letnie Seminarium Ekonomiczne, Letnie Seminarium Austriackie),
- Zjazdy Austriackie[5],
- sieć Klubów Austriackiej Szkoły Ekonomii[6],
- Lekcje Ekonomii dla Młodzieży[7] (wspólnie ze Stowarzyszeniem KoLiber),
- Seminaria zaawansowane[8],
- Konkursy na esej publicystyczny i naukowy[8],
- Program tutoringowy[9].

Ponadto Instytut prowadzi projekt „Dziedzictwo”, w ramach którego promuje dokonania często zapomnianych polskich ekonomistów.
W latach 2008–2009 ekonomiści Instytutu prowadzili Kryzys Bloga, na którym śledzili kryzys finansowy. Pod koniec 2011 roku blog został reaktywowany, tym razem koncentrując się na problemach strefy euro.

## Działalność wydawnicza
- Ludwig von Mises, Ludzkie Działanie, Warszawa 2007.
- Jesús Huerta de Soto, Pieniądz, kredyt bankowy i cykle koniunkturalne, Warszawa 2009.
- Murray N. Rothbard, Wielki Kryzys w Ameryce, Warszawa 2010.
- Pod prąd głównego nurtu ekonomii, praca zbiorowa pod red. Mateusza Machaja, Warszawa 2011.
- Austriacy o standardzie złota, praca zbiorowa pod red. Lew Rockwella, Warszawa 2011
- Philipp Bagus(inne języki), Tragedia Euro, Warszawa 2011.
- Ludwig von Mises, Teoria a historia, Warszawa 2011 (wspólnie z Wydawnictwem Naukowym PWN).
- Jesús Huerta de Soto, Socjalizm, rachunek ekonomiczny i funkcja przedsiębiorcza, Warszawa 2011.
- Ludwig von Mises, Kalkulacja ekonomiczna w socjalizmie, Warszawa 2011.
- Adam Heydel, Dzieła zebrane, Warszawa 2012.
- Henry Hazlitt, Ekonomia w jednej lekcji, Warszawa 2012.
- Mateusz Machaj, Kapitalizm, socjalizm i prawa własności, Warszawa 2014.
- Jörg Guido Hülsmann(inne języki), Etyka produkcji pieniądza, Warszawa 2014.
- Friedrich August von Hayek, Pieniądz i kryzysy. Dzieła wybrane, tom I, Warszawa 2014.
- Hans-Hermann Hoppe, Teoria socjalizmu i kapitalizmu, Wrocław 2015.
- Murray N. Rothbard, Ekonomiczny punkt widzenia, Wrocław 2015.
- Robert P. Murphy, Niepoprawny politycznie przewodnik po kapitalizmie, Wrocław 2015.
- Eugen von Böhm-Bawerk, Ludwig von Mises, Murray N. Rothbard, Marksizm. Krytyka, Wrocław 2016.
- Radosław Wojtyszyn, Anty-Lewiatan. Doktryna polityczna i prawna Murraya Newtona Rothbarda, Wrocław 2017.
- Peter G. Klein, Nicolai J. Foss, Organizowanie działania przedsiębiorczego. Nowe spojrzenie na firmę, Wrocław 2017.
- Murray N. Rothbard, Ekonomia wolnego rynku, II wydanie, Warszawa 2017 (wspólnie z Fijorr Publishing).
- Deirdre N. McCloskey, Burżuazyjna godność. Dlaczego ekonomia nie potrafi wyjaśnić współczesnego świata?, Wrocław 2017.
- Ludwig von Mises, Rząd wszechmogący. Narodziny państwa totalnego i władzy totalnej, Wrocław 2018.
- Michael Huemer(inne języki), Problem władzy politycznej. O przymusie i posłuszeństwie, Wrocław 2019.
- Mateusz Machaj, Gwiezdne wojny a filozofia polityki. Powstanie i upadek pierwszego imperium galaktycznego, Wrocław 2019 (wspólnie z Fijorr Publishing).
- Connor Boyack, Bliźnięta Tuttle poznają prawo, Wrocław 2019.
- Connor Boyack, Bliźnięta Tuttle i cudowny ołówek, Wrocław 2019.
- Connor Boyack, Bliźnięta Tuttle i potwór z Wyspy Jekylla, Wrocław 2020.
- Jörg Guido Hülsmann(inne języki), Ludwig von Mises, tom I, Wrocław 2020.
- Connor Boyack, Bliźnięta Tuttle w obronie uczciwej konkurencji, Wrocław 2020.
- Mateusz Machaj, Robert Gwiazdowski, Wolna przedsiębiorczość – podręcznik do podstaw przedsiębiorczości, Wrocław 2021.
- Connor Boyack, Bliźnięta Tuttle i centralne plażowanie, Wrocław 2021.
- Niech żyje rewolucja! (red. Alicja Sielska), Białytok-Wrocław 2021 (wspólnie z Wydawnictwo Uniwersytetu w Białymstoku).
- Deirdre N. McCloskey, Alberto Mingardi, Mit przedsiębiorczego państwa, Wrocław 2022.
- William Graham Sumner, Zapomniany człowiek, Wrocław 2022.
- Jörg Guido Hülsmann(inne języki), Ludwig von Mises, tom II, Wrocław 2022.
- Connor Boyack, Bliźnięta Tuttle i złota reguła, Wrocław 2022.
- Connor Boyack, Bliźnięta Tuttle w poszukiwaniu Atlasa, Wrocław 2022.
- Ludwig von Mises, Zysk i strata, Wrocław 2023.
- Arkadiusz Sieroń, Jak osiągnąć nieprzebrane bogactwo i finansową niezależność, Wrocław 2023.
- Friedrich August von Hayek, Wolność walutowa, Wrocław 2024.
- Witold Kwaśnicki, Historia myśli liberalnej, Wrocław 2024.
- Łukasz Jasiński, Agonia. Co państwo zrobiło z amerykańską opieką zdrowotną?, Wrocław 2024.
- Philipp Bagus(inne języki), Era Mileia, Wrocław 2025.

W 2011 roku Instytut Misesa był partnerem wydania książki „Ekonomiści szkoły austriackiej”, do której rozdziały pisali ekonomiści związani z Instytutem. Książka ukazała się nakładem Instytutu Studiów Regionalnych, w partnerstwie z Wydziałem Ekonomii i Zarządzania Uniwersytetu w Białymstoku. Instytut był też patronem wydania książki „Złoto, banki, ludzie – krótka historia pieniądza”, do którego wstęp napisał dr Mateusz Machaj, fundator Instytutu.